# Halloween 5: The Revenge of Michael Myers
Halloween 5: The Revenge of Michael Myers is een Amerikaanse horrorfilm uit 1989 onder regie van Dominique Othenin-Girard. Het verhaal werd mede geschreven door John Carpenter, die de filmserie in 1978 begon met Halloween.

## Verhaal
In het begin van de film zie je de laatste 3 minuten van Halloween 4; deze film is dan ook de opvolger van Halloween 4.
Het is precies een jaar geleden dat Michael Myers terugkeerde naar Haddonfield en zijn nicht Jamie Lloyd. Nu is hij uit op wraak. Jamie heeft een telepathische link opgebouwd met haar demonische oom. Dr. Sam Loomis wil hiervan gebruikmaken, om zo een einde aan Michaels woede-aanvallen te brengen.

## Rolverdeling
| Acteur           | Personage                                               |
| ---------------- | ------------------------------------------------------- |
| Donald Pleasence | Dr. Sam Loomis                                          |
| Danielle Harris  | Jamie Lloyd                                             |
| Ellie Cornell    | Rachel Carruthers                                       |
| Wendy Foxworth   | Tina Williams (als Wendy Kaplan)                        |
| Beau Starr       | Sheriff Ben Meeker                                      |
| Jeffrey Landman  | Billy Hill                                              |
| Tamara Glynn     | Samantha Thomas                                         |
| Jonathan Chapin  | Mikey                                                   |
| Matthew Walker   | Spitz                                                   |
| Harper Roisman   | Grotkluizenaar                                          |
| Betty Carvalho   | Verpleegster Patsey                                     |
| Max Robinson     | Dr. Max Hart                                            |
| Troy Evans       | Hulpsheriff Charlie Bloch                               |
| Frank Como       | Hulpsheriff Nick Ross                                   |
| David Ursin      | Hulpsheriff Tom Farrah                                  |
| Don Shanks       | Michael Myers / Man in het zwart (als Donald L. Shanks) |

## Achtergrond
Plannen voor een vijfde Halloweenfilm ontstonden al toen de vierde film nog in de bioscopen draaide. Het eerste script werd geschreven door Shem Bitterman. Op 1 mei 1989, na een versnelde voorproductie, begon de productie van Halloween 5.
De film was de minst succesvolle in de reeks.

## Ontvangst
Halloween 5: The Revenge of Michael Myers werd uitgebracht op 13 oktober 1989 en werd door het publiek relatief slecht ontvangen. Op Rotten Tomatoes heeft de film een score van 12% op basis van 25 beoordelingen. Metacritic komt op een score van 28/100, gebaseerd op 10 beoordelingen. In 1995 werd een vervolgfilm uitgebracht onder de naam Halloween 6: The Curse of Michael Myers.